# Ubbalt
Ubbalt är ett naturreservat i Hässleholms kommun i Skåne.
Reservatet ligger öster om Vittsjön på Verumsåsen. Området är småkuperat och på större delen av reservatet växer bokskog.    
Här finns en mycket rik moss- och lavflora. En av dessa är lunglav. I området trivs större hackspett, gärdsmyg, kungsfågel och svartmes.
Det 82 hektar stora området är skyddat sedan 1977. Reservatet är beläget ca 4 km öster om Vittsjö. Genom området passerar Skåneleden.
Omgärdat av naturreservatet ligger Ubbalt Gårdshotell som är inrymt i en 1800-talslänga med renoverade flygelbyggnader.  

## Källa
- Länsstyrelsen, Ubbalt naturreservat

1. 1 2 3 4 5 6  Skyddade områden, naturreservat, 18 december 2015, läs onlineläs online, läst: 20 januari 2017.[källa från Wikidata]
2. ↑  Skyddade områden, naturreservat, 25 februari 2020, läs onlineläs online, läst: 25 februari 2020.[källa från Wikidata]